# Chemins de traverse (film, 1995)
Pour les articles homonymes, voir Chemins de traverse.
Pour plus de détails, voir Fiche technique et Distribution.
Chemins de traverse est un documentaire français réalisé par Arnaud Soulier et Sabrina Malek, sorti en 1997.

## Synopsis
Les cheminots en grève à la gare d'Austerlitz, à Paris, pendant le mouvement social de décembre 1995.

## Fiche technique
- Titre : Chemins de traverse
- Réalisation : Arnaud Soulier et Sabrina Malek
- Photographie : Arnaud Soulier
- Son : Sabrina Malek
- Montage : Arnaud Soulier et Sabrina Malek
- Production : Arnaud Soulier et Sabrina Malek - Ceméa - Lucie Films
- Pays d'origine :  France
- Genre : documentaire
- Durée : 84 minutes
- Date de sortie : 1997 (présentation au Cinéma du réel)

## Distinctions
- Prix du patrimoine au Cinéma du réel 1997[2]